# 廣佈鱗毛蕨
廣佈鱗毛蕨（学名：Dryopteris expansa）为鳞毛蕨科鳞毛蕨属下的一个种。